# Свирщевский, Александр Рафаилович
Александр Рафаилович Свирщевский (1861 — не ранее 1937) — русский советский экономист в области финансового права, налоговой политики, статистики; один из авторов Энциклопедического словаря Брокгауза и Ефрона и Энциклопедического словаря Гранат.

## Биография
Родился в 1861 году. Среднее образование получал во 2-й Московской гимназии, которую окончил в 1882 году с золотой медалью.
После окончания юридического факультета Московского университета был оставлен для приготовления к профессорскому званию при кафедре финансового права. С 1890 по 1918 год читал в ярославском Демидовском юридическом лицее курс финансового права, а также политической экономии. С 1 марта 1902 года состоял в чине надворного советника; 1 марта 1906 года за выслугу лет был произведён в коллежские советники  всё это время он числился исправляющим должность доцента Демидовского юридического лицея.
С 1914 года стал исполняющим должность экстраординарного профессора. После преобразования лицея в Ярославский университет стал профессором этого вуза. Был первым учёным секретарем Совета и Президиума университета, преподавал вплоть до его закрытия в 1924 году.
А. Р. Свирщевский написал для Энциклопедического словаря Брокгауза и Ефрона крупную статью «Финансы» и ещё несколько статей.

## Научная деятельность
К числу наиболее значительных работ Свирщевского относится сочинение: «Подоходный налог» (М., 1886).